# باويبلا دي أوباندو
بلدية باويبلا دي أوباندو (بالإسبانية: Puebla de Obando)‏, هي إحدى بلديات مقاطعة بطليوس, التي تقع في منطقة إكستريمادورا, والتي تقع في غرب إسبانيا.
يبلغ عدد سكانها 2.045 نسمة وفقاً لإحصائية سنة (2002).